# Pržno (Budva)
Pour les articles homonymes, voir Pržno.
Pržno (en serbe cyrillique : Пржно) est un village du sud du Monténégro, dans la municipalité de Budva.

## Démographie

### Évolution historique de la population
| 1948 | 1953 | 1961 | 1971 | 1981 | 1991 | 2003 |
| ---- | ---- | ---- | ---- | ---- | ---- | ---- |
| 132  | 149  | 170  | 173  | 265  | 370  | 310  |